# 曾延毅
曾延毅（1892年—1964年），字仲宣，湖北黄冈人。中华民国军事将领。

## 生平
曾延毅毕业于保定军官学校第五期炮科。1920年，任山西督军公署少校参谋，历任山西陆军第四旅营长、团长、旅长。1929年阎锡山任平津卫戍司令时，曾延毅任天津市警察局长。后来，曾延毅继续任军职。1938年，曾延毅离职，在上海和天津治伤、养病，寓居天津英租界科伦坡道东端的一座楼房（今常德道1号）。
第二次国共内战末期，中共中央华北局城工部部长刘仁亲自部署，派曾延毅的女儿曾常宁做曾延毅的工作，希望曾延毅能帮助争取傅作义和平起义。此后，曾延毅多次会见来自解放区的王甦，曾延毅同意做傅作义的工作，并推荐了自己和傅作义的老师刘后同。曾延毅多次找刘后同商量，二人共同致信傅作义，还曾一同赴北平见傅作义。这是自1938年退职后，曾延毅仅有的一次找傅作义。1949年1月31日，北平和平解放。
中华人民共和国成立后，曾延毅曾任天津市政协委员、天津市文史研究馆馆员。
1964年，曾延毅逝世。

## 家庭
- 女儿：曾常宁[1]